# Pavetta subferruginea
Pavetta subferruginea är en måreväxtart som beskrevs av Elmer Drew Merrill. Pavetta subferruginea ingår i släktet Pavetta och familjen måreväxter. Inga underarter finns listade i Catalogue of Life.